# Chamaecrista concinna
Chamaecrista concinna là một loài thực vật có hoa trong họ Đậu. Loài này được (Benth.) Pedley miêu tả khoa học đầu tiên năm 1998.